# Sammetspetrell

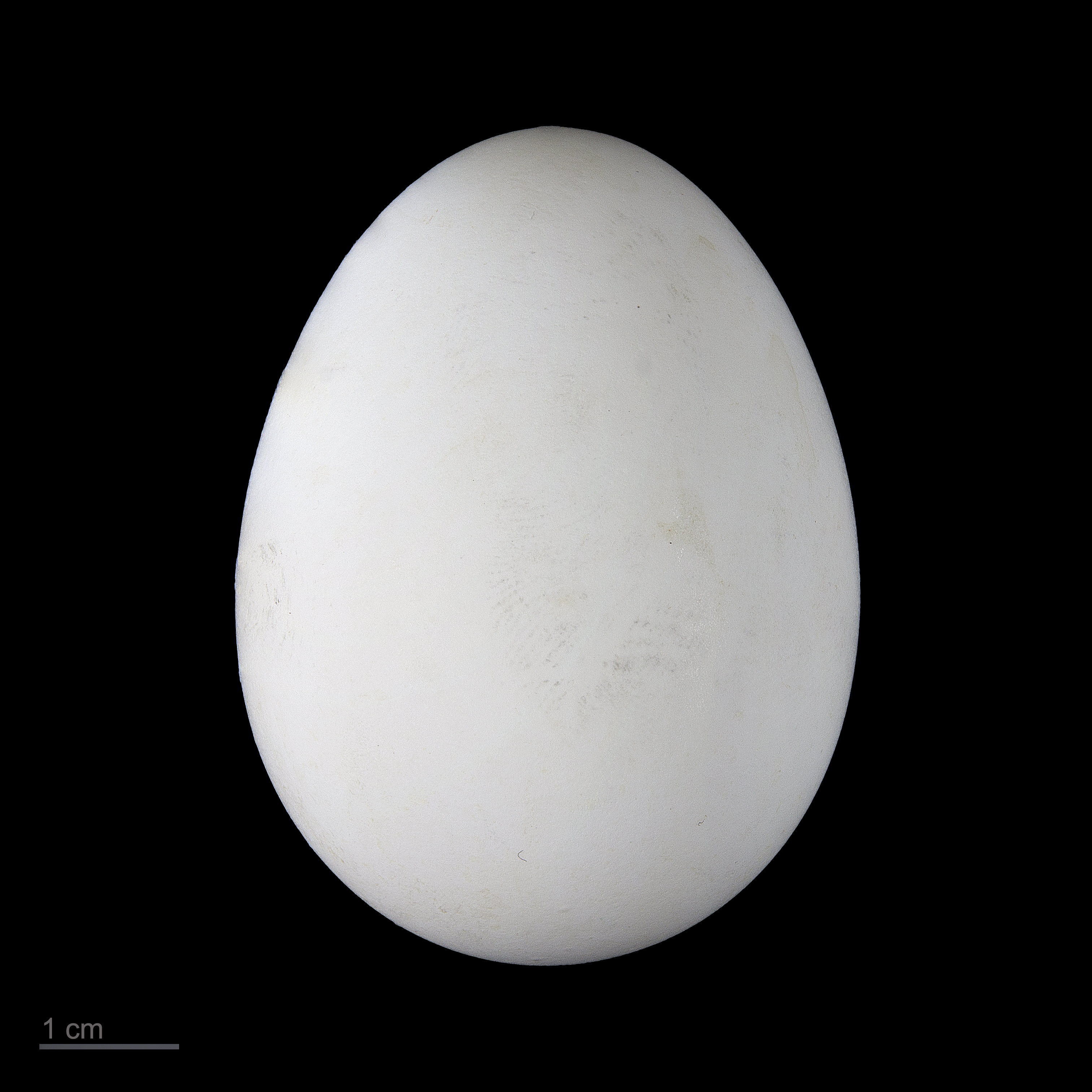
Pterodroma mollis

Sammetspetrell (Pterodroma mollis) är en fågel i familjen liror inom ordningen stormfåglar som häckar på öar på södra halvklotet.

## Utseende
Sammetspetrellen är en medelstor 32-37 centimeter lång mörkgrå och vit petrell. De smala vingarna och spetsiga stjärten är tydliga i flykten. Den har mörkgrått huvud med tydliga vita fjädrar på kinder och strupe. På pannan syns vita fläckar och runt ögat en mörk fläck. Undersidan är mestadels vit medan vingundersidorna är mörkgrå. Näbben är svart och benen rosa med svart på tår och yttre delen av foten.

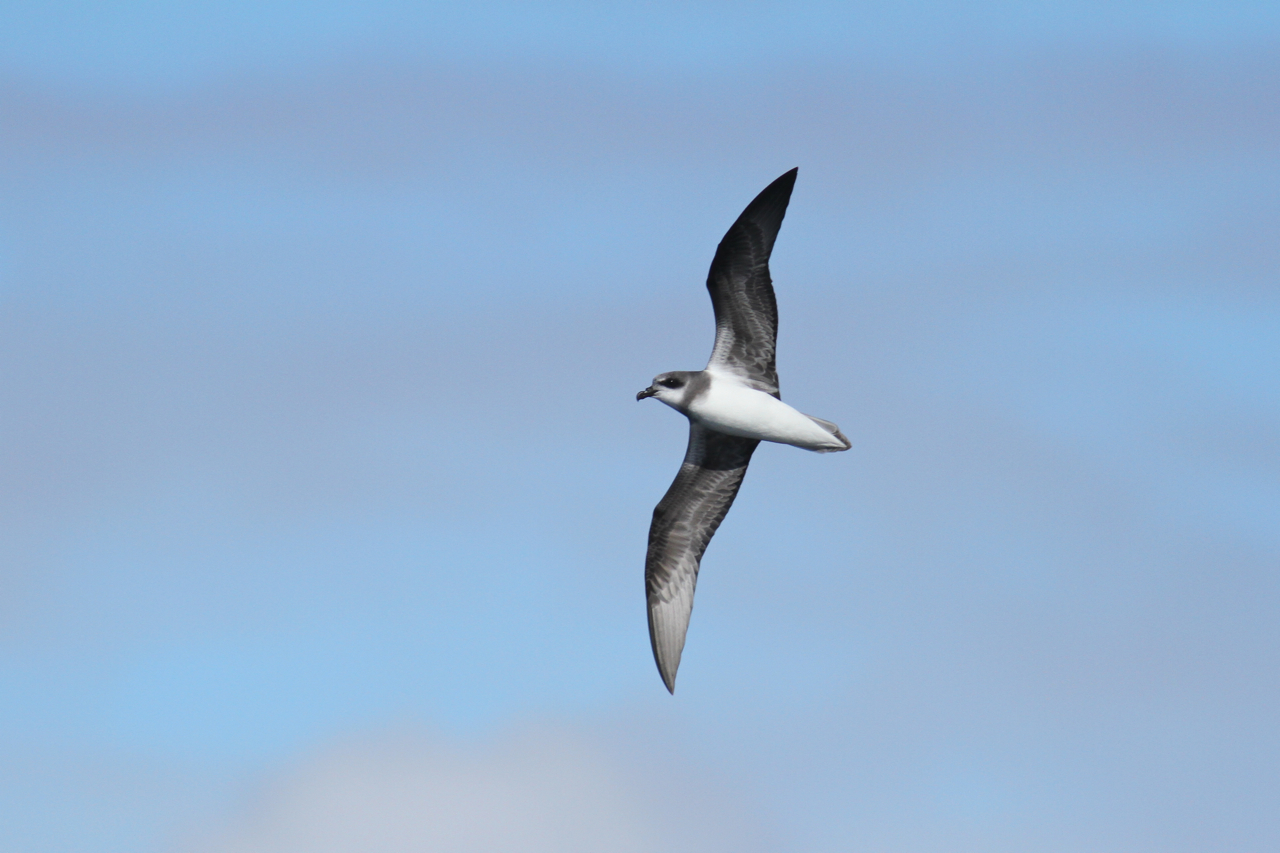
Sammetspetrell i flykten utanför Albany i Australien.

## Utbredning och systematik
Sammetspetrellen förekommer i södra Atlanten, Indiska oceanen samt söder om Nya Zeeland. Arten behandlas antingen som monotypisk eller delas in i två underarter med följande utbredning:
- Pterodroma mollis mollis – Gough, Tristan da Cunha och Antipodöarna
- Pterodroma mollis dubia – Marion, Crozetöarna, Kerguelen och Amsterdamön

Utanför häckningstid sprider den sig till östra Sydamerika norrut till Brasilien, Sydafrika och Australien. Den har tillfälligtvis påträffats i Israel, Jordanien och  i Finnmark i Norge 2009. En individ som preliminärt artbestämts till sammetspetrell sågs även utanför Bamburgh i Storbritannien i juli 2021.
Tidigare behandlades kapverdepetrell (P. feae), desertaspetrell (P. deserta) och madeirapetrell (P. madeira) som underarter till sammetspetrellen, men dessa urskiljs numera som egna arter (desertaspetrellen dock ofta som underart feae, då med det svenska trivialnamnet atlantpetrell).

## Levnadssätt
Sammetspetrellen är i hög grad havslevande och närmar sig land enbart för att häcka. Den livnär sig mestadels av bläckfisk (Gonatus antarcticus, Discoteuthis), men även kräftdjur och fisk. Fåglarna återvänder till häckningskolonin mellan augusti och oktober, och häckningen inleds i september.

## Status och hot
Arten har ett stort utbredningsområde och en stor population med stabil utveckling. Utifrån dessa kriterier kategoriserar IUCN arten som livskraftig (LC). Världspopulationen uppskattas till åtminstone fem miljoner individer.